# خاطف الذباب الجامباغي
خاطف الذباب الجامباغي (الاسم العلمي: Muscicapa  gambagae) (بالإنجليزية: Gambaga  Flycatcher) هو طائر ينتمي إلى (فصيلة: Muscicapidae).
يتواجد في بوركينا فاسو والكاميرون وجمهورية إفريقيا الوسطى وتشاد وجمهورية الكونغو الديمقراطية وساحل العاج وجيبوتي وإثيوبيا وغانا وغينيا وكينيا وليبيريا ومالي ونيجيريا والمملكة العربية السعودية والصومال والسودان وتوغو وأوغندا. واليمن. موطنها الطبيعي هي الغابات الجافة شبه الاستوائية أو الاستوائية، والسافانا الجافة وشبه الاستوائية أو المدارية الجافة جنيبات.